# Mejlby Kirke
Mejlby Kirke ligger i Mejlby Sogn i det tidligere Øster Lisbjerg Herred, Randers Amt, nu i Aarhus Kommune, Region Midtjylland. Kirken er beliggende 20 km nord for Aarhus.
Apsis, kor og skib er opført i romansk tid af granitkvadre over dobbeltsokkel, halv attisk profil over skråkant. Kirken blev kraftigt restaureret i 1874, ved den lejlighed blev skibets murværk nedrevet og bygget op igen. Norddøren er tilmuret men den oprindelige tympanon med to løver og omløbende tovstav er bevaret. Tårnet blev opført i 1957 over et våbenhus fra 1874. Mod vest fik våbenhuset indsat den tidligere sydportal, der har en vis tilknytning til Horder. Karmstenene har tovstave og en løve, på tympanonen ses Kristus mellem Peter og Paulus. Enkelte rundbuevinduer er bevaret.
Under tagudhænget på vestsiden af skibet findes en skaktavlkvader med 8 vandrette og 7 (8?) lodrette rækker. Skaktavlmønsteret er udført på en forhøjning midt på stenen.
Kor og skib har fladt bjælkeloft. Apsisbuen er bevaret med skråkantprofilerede kragbånd. I 1990 måtte kirken restaureres pga. revner i murværket. Den gamle altertavle fra 1934 med en kopi efter Skovgaard blev udskiftet med en Kristusfigur af Valdemar Foersom Hegndal, som desuden udarbejde kirkerummets farvesammensætning og tegnede tre glasmosaikker til koret over de tre højtider, Pinse, Jul og Påske. Kun vinduet mod syd har fået indsat Pinsen, de øvrige må vente til økonomien tillader. Prædikestolen er fra 1857. På sydvæggen er opsat en Mariafigur, som formodentlig stammer fra et sengotisk Maria-alter.
Den romanske granitfont har løver i lavt relief på kummen samt løver og fugle på den firkantede fod.
- Kirkens indre set mod øst
- Tympanon over den tilmurede norddør
- Døbefonten
- Vestportalen
- Skaktavlkvader til venstre for vestportalen